# Bazaly
Bazaly was een voetbalstadion in de Tsjechische stad Ostrava. Het stadion was de thuisbasis van FC Baník Ostrava, die er haar wedstrijden tussen 1959 en 2015 speelde.
De eerste wedstrijd in het stadion werd gespeeld op 19 april 1959. In 2003 werd het stadion gerenoveerd.
Het stadion biedt plaats aan 17.372 toeschouwers, waarvan 536 voor supporters van de bezoekende ploeg. Op de overdekte tribune kunnen 2.827 mensen plaatsnemen, waarbij 237 plaatsen bedoeld zijn voor vips en 100 voor journalisten. Het seizoen 2014/15 was het laatste seizoen dat Baník op Bazaly speelde, wegens de slechte staat waarin het stadion verkeerd is Baník verhuisd naar het Městský stadion v Ostravě-Vítkovicích.
Het stadion is omgebouwd tot een trainingscomplex voor de regionale voetbalacademie en begin december 2019 geopend.